# 켄지 리브스
켄지 리브스(Kenzie Reeves, 1999년 7월 7일 ~ )는 미국의 여자 AV배우이다. 키는 148cm에다가 몸무게는 33kg이다.

## 활동
1999년 7월 7일 미국 뉴햄프셔주 북부에서 태어났는데 비록 그는 플로리다에서 자랐지만 모르몬운동의 매우 보수적인 가정에서 태어났다. 그는 16세가 될 때까지 타코 벨 패스트 푸드 체인점의 레스토랑에서 일하기 시작했고 그 때 그는 스트리퍼로서 춤을 추고 미국 전역의 다양한 클럽을 여행하기 시작했다. 에이전트에 발각된 뒤 20년 만인 2017년 포르노 여배우로 19살때 시작을 했다.
배우로서 그녀는 그 중에서도 디퍼, 빅센, 뱅 브로스, 걸프렌즈 영화, 리얼리티 킹스, 불타는 천사, 리얼리티 킹스, 이벌 엔젤, 디지털 플레이그라운드, 블랙트, 디지털 신, 뱅 브로스, 브래저스 또는 노티 미국 같은 프로듀서를 위해 녹음했다.
2018년 그는 그레그 랜스키 감독의 영화 '퍼스트 아날'에서 투시 스튜디오의 첫 항문 섹스 장면을 녹음했다. 이 장면은 또한 여배우 헤이븐 레이, 제이드 나일, 휘트니 라이트를 위한 첫 장면이었다.
같은 해 그는 에이비엔 어워어즈 포어 더 베스트 에메이쳄 쓰리섬, 오거스트 에임즈, 칼리지 라이즈 반드 오우버 칵, 소로리티 후컵에 의해 실제로 가상화된 베스트 섹스 스팀에 선정됨으로써 포르노 업계 최초로 후보에 올랐다. 가상 현실에서 최고의 섹스 장면과 같은 카테고리의 엑스비아이지 시상식에서 발표라고 한다.